# Live at the Albert Hall
Live at the Albert Hall er et livealbum fra The Dubliners udgivet i 1969 og er det sidste album med Major Minor Records.
De medvirkende er Ronnie Drew, Luke Kelly, Barney McKenna, Ciaran Bourke og John Sheahan.
Albummet blev optaget i 1968 i Royal Albert Hall, London, og indeholder live-versioner af nogle af deres hidtidige hits, samt en version af "Whiskey on a Sunday", der havde været et stort hit for Danny Doyle.
Albummet blev genudgivet i 1975 under navnet Live at The Albert Hall og igen i 1997 og 2003 under navnet The Dubliners Live. Udgaven fra 2003 var en del af tre-disc CD'en The Dubliners Platinum Collection
Sangen "Off to Dublin in the Green" (en rebelsk ballade) var med på den første udgivelse af albummet men er fjernet fra genudgivelserne.
Flere sange fra dette livealbum har været brugt til senere opsamlingsalbums.

## Spor[2]

### Side Et
1. "Black Velvet Band"
2. "McAlpine's Fusiliers"
3. "Peggy Gordon"
4. "Weila Waile"
5. "Monto"
6. "Cork Hornpipe"
7. "Leaving of Liverpool"

### Side To
1. "Whiskey on a Sunday"
2. "I Wish I Were Back in Liverpool"
3. "Flop-eared Mule"
4. "Navvy Boots"
5. "Whiskey in the Jar"
6. "Maids When You're Young Never Wed an Old Man"
7. "Seven Drunken Nights"
8. "Off to Dublin in the Green"